# Romualda Baudouin de Courtenay

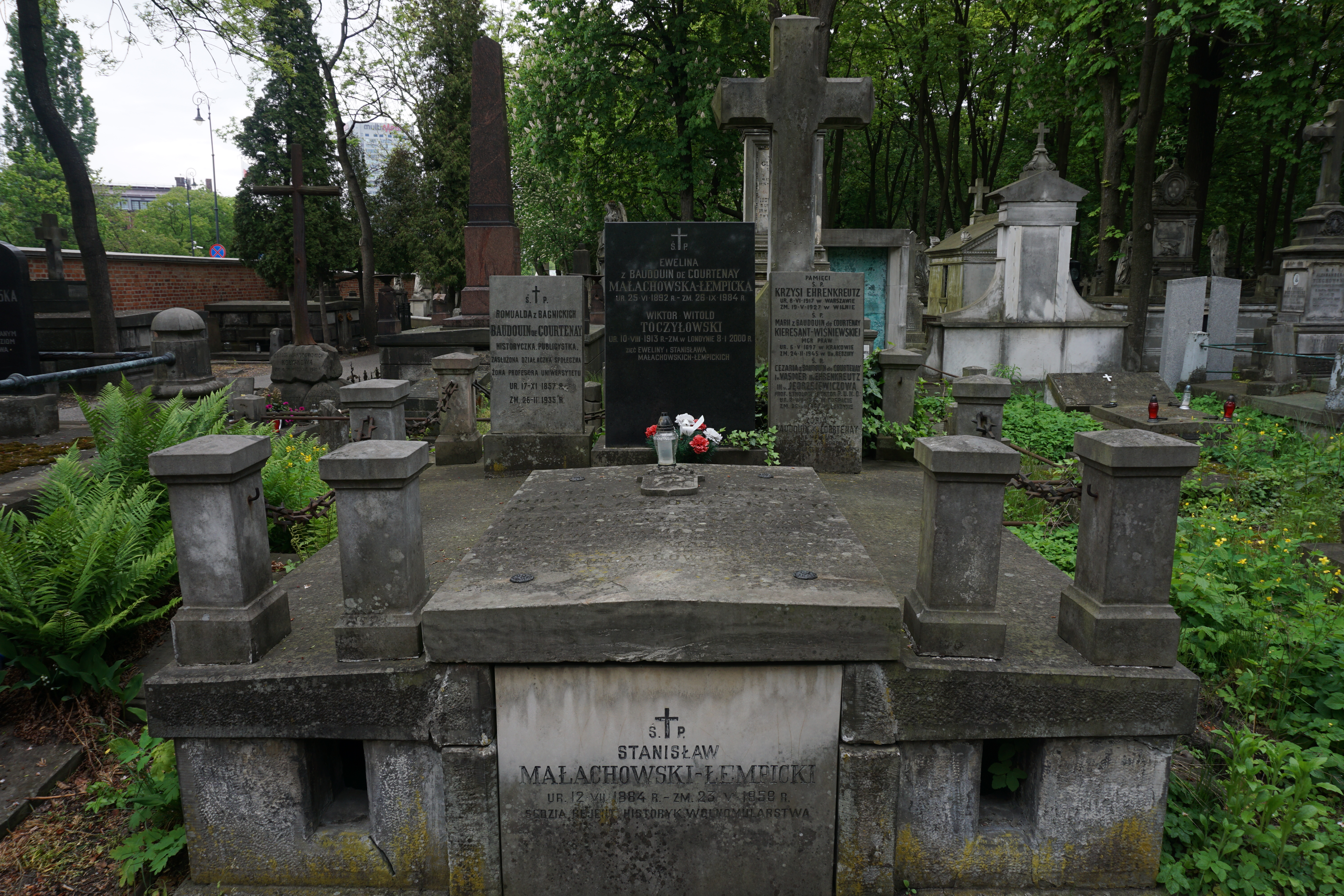
Grób Romualdy Baudouin de Courtenay na cmentarzu Powązkowskim

Romualda Baudouin de Courtenay z domu Bagnicka (ur. 17 listopada 1857 w Aleksandrówce k. Kijowa, zm. 26 lutego 1935 w Warszawie) – polska historyczka, specjalistka od spraw polsko-rosyjskich, autorka książek, dzienników oraz artykułów publicystycznych, żona językoznawcy Jana Niecisława Baudouin de Courtenay.

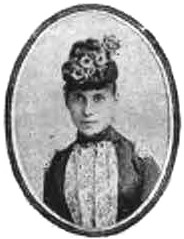
Portret Romualdy Baudouin de Courtenay z książki Upominek. Książka zbiorowa na cześć Elizy Orzeszkowej (1866–1891)

## Życiorys
Córka Anny Głuchowskiej i Romualda Bagnickiego. Ojciec był lekarzem, matka odeszła od niego i sama wychowywała dzieci: dwie córki, w tym Romualdę i Janinę oraz brata Dariusza Bagnickiego. Mieszkali wówczas w Petersburgu. Od 1870 r. uczyła się w gimnazjum w Petersburgu. W 1878 rozpoczęła studia na Wyższych Kursach dla Kobiet im. Bestużewa w Petersburgu.
Pisała do czasopism i gazet m.in. recenzje, artykuły kulturalne, korespondencję, opowiadania, wspomnienia i artykuły krytyczne: „Prawda” (Warszawa), „Kraj” (Petersburg), „Kurjer codzienny” (Warszawa), „Nowa Reforma” (Kraków), „Czas” (Kraków), w zbiorze „Charitas” (Petersburg, 1894), w czasopiśmie Łużyckim „užica” (Budziszyna lub Budyszyn) i innych. Była też stałą korespondentką i współpracowniczką czeskiego pisma „Slovanský přehled”. Przez kilka lat (1893-1900) ukazywały się w gazecie „Kraj” (Petersburg) pod pseudonimami jej recenzje z życia politycznego, społecznego i artystycznego Krakowa i Galicji. W tej samej gazecie od 1901 publikowała roczne sprawozdania z życia artystycznego i wystaw w Petersburgu. W latach 1885–1898 prowadziła dziennik Uwagi o dzieciach i wspomnienia rodzinne, w którym zapisywała postępy rozwojowe swoich kolejno narodzonych dzieci, jak również żywo opisywała wydarzenia z życia społecznego i rodzinnego.
Od 1905 do 1911 Baudouin de Courtenay publikowała artykuły na temat problematyki kobiet w organach szczególnie chroniących interesy równości kobiet w piśmie dla kobiet „Ster” (Warszawa), czy „Związek Kobiet” (Petersburg). Jednocześnie brała aktywny udział w działalności społecznej, m.in. prowadząc walkę z alkoholizmem. Uczestniczyła też w różnych organizacjach: Stowarzyszeniu Pomocy Naukowej dla Polek, Polskim Towarzystwie Pomocy Ofiarom Wojny i Kole Pomocy Jeńcom.
Była autorką prac historycznych m.in.: Sylwetki polityczne: ksiądz Stanisław Stojałowski, Ignacy Daszyński, Jakób Bojko, Jan Stapiński, Karol Lewakowski (Kraków 1897), Korespondencja poufna ex-agenta dyplomatycznego z damą 1813-1819 (Kraków 1886), Nowe materyały do dziejów Kościuszki (Kraków 1889) i inne. Przetłumaczyła na język rosyjski pracę Władysława Łozińskiego Djarjuszek moskiewski lwowianina z r. 1606.

## Rodzina
W 1882 wzięła ślub z Janem Baudouinem de Courtenay. Z tego małżeństwa urodziło się pięcioro dzieci:
- córka Cezaria Baudouin de Courtenay (1885–1967) – profesor etnografii Uniwersytetu Warszawskiego, po II wojnie światowej rektor Polskiego Uniwersytetu na Obczyźnie. Jej pierwszym mężem był Max Vasmer, niemiecki językoznawca, drugim Stefan Ehrenkreutz, profesor prawa, senator Rzeczypospolitej i ostatni rektor Uniwersytetu Stefana Batorego w Wilnie; trzecim Janusz Jędrzejewicz.
- córka Zofia Baudouin de Courtenay (1887–1967), malarka i rzeźbiarka, mieszkająca w Częstochowie
- syn Świętosław Baudouin de Courtenay (1888–1960), prawnik i dyplomata
- córka Ewelina Małachowska-Łempicka (1892–1984), historyczka, zamężna ze Stanisławem Janem Małachowskim-Łempickim (1884–1959)
- córka Maria Kieresant-Wiśniewska (1897–1945), prawniczka, żona lekarza Sławomira Kieresant-Wiśniewskiego[3].

Spoczywa w grobowcu Małachowskich na cmentarzu Powązkowskim w Warszawie (kwatera 21-4-4/5).